# Tereske
Tereske es un pueblo ubicado en el condado de Nógrád, Hungría.

## Superficie
Posee una superficie de 17,03 kilómetros cuadrados.

## Demografía
Hasta 2021 la población era de 667 habitantes, con una densidad de población de 39,16 habitantes por kilómetro cuadrado.